# Montberon
Montberon är en kommun i departementet Haute-Garonne i regionen Occitanien i södra Frankrike. Kommunen ligger i kantonen Toulouse 15e Canton som tillhör arrondissementet Toulouse. År 2022 hade Montberon 3 121 invånare.

## Befolkningsutveckling
Antalet invånare i kommunen Montberon
Referens:INSEE